# Aleiodes schultzei
Aleiodes schultzei är en stekelart som först beskrevs av Baker 1917.  Aleiodes schultzei ingår i släktet Aleiodes och familjen bracksteklar. Inga underarter finns listade i Catalogue of Life.